# Breta sögur
Breta sögur (o La història dels britons) és una de les sagues cavalleresques, una traducció en nòrdic antic datada cap al segle xiv de l'obra Historia Regum Britanniae de Geoffrey de Monmouth. Es conserva al costat de Trójumanna saga a Hauksbók (AM 544 4t) i AM 573 4t, aquest últim conté també un fragment d'una pàgina de la segona part de Parcevals saga, coneguda com a Valvers þáttr. S'ha plantejat la possibilitat que l'autor de la traducció fos Gunnlaugr Leifsson, un monjo benedictí del monestir de Þingeyrar. El 1968 es va descobrir en el Trinity College de Dublín un text complet de Bretanya sögur en un fragment molt fet malbé que havia estat emprat com a reforç per a relligar el llom d'un manuscrit islandès.